# Wilhelm Herrmann
Wilhelm Herrmann (ur. 1901 w Prudniku, zm. 1968) – niemiecki esperantysta, doktor prawa, sędzia rejonowy w Lampertheim.

## Życiorys
Hermann został esperantystą już w 1920, jednak do ruchu dołączył dopiero w 1951. W latach 1953–1958 i 1961–1967 był prezesem Niemieckiego Stowarzyszenia Esperantystów (GEA). Później został wybrany honorowym prezesem GEA. Od 1956 do 1962 był członkiem zarządu Światowego Związku Esperantystów.
Przetłumaczył na esperanto pierwszą część Germana antologio (s. 17–164, z okresu wczesnego okresu niemieckiego do ok. 1250 roku). Chociaż pozostawił tę część jako rękopis drukowany, została opublikowana dopiero 17 lat po jego śmierci. Wniósł także wiele artykułów do Niemieckiego Magazynu Esperanto (GER), organu GEA.

## Wybrane prace
- 1955: Die Wiederherstellung der kulturellen Einheit Europas durch Latein oder Esperanto? Eine Buchkritik
- 1956: Theorie und Praxis
- 1957: Neun Thesen zum europäischen Sprachenproblem
- 1958: Rückblick – Ausblick
- 1958: Juristoj-Esperantistoj
- 1960: La internaciaj lingvo-problemoj en okcidenta Eŭropo